# Akeso holding
AKESO holding a.s. je zdravotnická společnost, jejímž vlastníkem je podnikatel Sotirios Zavalianis. Vznikla v roce 2018 a je považovaná za jednu z největších soukromých skupin v českém zdravotnictví. Název společnosti je odvozený od postavy z řecké mytologie jménem Akesó, která byla dcerou boha lékařství Asklépia a zároveň bohyni zotavení.
Její součástí jsou mj. Nemocnice Hořovice, Rehabilitační nemocnice Beroun a pardubické zdravotnické zařízení Multiscan zaměřené na onkologickou a radiologickou péči.
Počátky této společnosti lze sledovat už v roce 1998, kdy Sotirios Zavalianis získal podíl v Mediscan Group s.r.o. Roku 2002 bylo založeno centrum Multiscan. Za další důležitá milník lze považovat rok 2007, kdy získal Zavalianis v rámci privatizace nemocnice v Berouně a v Hořovicích. Před koncem roku 2018 sloučil Zavalianis všechny své podnikatelské aktivity do holdingu Akeso.